# Цвелферия
Цвелферия (хорв. Cvelferija, нем. Zwelferies) — историческая область на востоке современной Хорватии. Расположена между автомагистралью А3 на севере и руслом реки Сава на юге.
Границы Цвелферии соответствуют границам трёх, входящих в состав Вуковарско-Сриемской жупании общин: Врбани, Дреновцов и Гуни, тем самым её площадь составляет 422 км², а высота над уровнем моря оценивается в 83 метра.
На момент 1991 года на территории Цвелферии проживали 17 921 человек, отличительной особенностью которых являлось наличие собственного диалекта хорватского языка.

## История
Возникновение Цвелферии связано с вхождением в 1527 году Хорватии в состав Австро-Венгрии и последующим образованием австро-венгерской администрацией пограничного региона на юге Славонии под названием Славонская военная граница, который должен был служить барьером для войск Османской империи, пытавшихся продвинуться вглубь европейского континента. Славонская военная граница, частью которой стала территория будущей Цвелферии, административно делилась на полки, а полки, в свою очередь, делились на кантоны, однако после административной реорганизации 1807 года полки стали делиться на роты. В честь одной из таких рот, а именно от названия расквартировавшейся здесь 12-й роты, регион и получил название Цвелферия (нем. Zwelferies), так как слово «двенадцать» по-немецки пишется как «zwölf». После упразднения в 1873 году Военной границы в Цвелферию переехало большое количество торговцев и ремесленников со всей Австро-Венгрии, которые организовали на этой местности лесопромышленные предприятия, что привело к повышению благосостояния местного населения и постепенному отказу от традиционного для цвелферийцев костюма в пользу привозимых иностранцами образцов европейской одежды.
Во время войны в Хорватии (1991—1995), несмотря на ракетные обстрелы с оккупированных сербами территорий Боснии и Герцеговины, населённые пункты Цвелферии не получили серьёзных повреждений, что обусловлено сравнительно небольшим количеством запущенных по региону ракет и малой интенсивностью боевых действий на этой территории, ввиду нахождения Цвелферии под контролем хорватских войск на протяжении всего конфликта.
В мае 2014 года, вследствие вызванного осадками, повышения уровня воды в реке Сава, близ входящих в состав Цвелферии деревень Рачиновци и Раево-Село, произошло обрушение дамб, которое привело к наводнению в регионе, в результате чего были повреждены и уничтожены многочисленные музейные образцы народного цвелферийского костюма, являвшегося традиционной одеждой для прежних поколений жителей этого региона.